# Munizipalität Zqaltubo
Die Munizipalität Zqaltubo (georgisch წყალტუბოს მუნიციპალიტეტი, Zqaltubos munizipaliteti)  ist eine Verwaltungseinheit (etwa entsprechend einem Landkreis) in der Region Imeretien im zentralen Teil Georgiens.

## Geographie
Verwaltungszentrum der Munizipalität ist der namensgebende Kurort Zqaltubo. Die 632,3 km² große Munizipalität grenzt im Nordosten an die Munizipalität Tqibuli, im Osten an das Territorium der regionsunterstellten Großstadt Kutaissi, im Südosten an die Munizipalität Baghdati, im Süden an die Munizipalität Wani, im Südwesten an die Munizipalität Samtredia und im Westen an die Munizipalität Choni, alle ebenfalls in Imeretien. Im Norden wird sie von der Munizipalität Zageri und im Nordosten auf einem kurzen Abschnitt von der Munizipalität Ambrolauri begrenzt, beide in der Region Ratscha-Letschchumi und Niederswanetien.
Die südliche Hälfte der Munizipalität liegt im Bereich der Imeretischen Tiefebene, die von knapp 50 m über dem Meeresspiegel im Süden allmählich auf etwa 200 m im Raum Zqaltubo ansteigt. Der Nordteil wird von bewaldetem Bergland eingenommen, das zur Nordgrenze des Gebietes hin zu den westlichen Ausläufern des Ratscha-Gebirges ansteigt; dieses erreicht im Nordosten eine Höhe von 1769 m, westlich des Flusses Rioni, der den Gebirgskamm durchbricht, mit dem Chwomli 1997 m. Der Rioni durchquert das Gebiet der Munizipalität von Norden kommend im östlichen Teil, wendet sich südlich von Kutaissi nach Westen und markiert dort die Südgrenze der Munizipalität. Auf einem Abschnitt entlang der westlichen Grenze fließt der rechte Rioni-Nebenfluss Gubiszqali.

## Bevölkerung und Verwaltungsgliederung
Die Einwohnerzahl beträgt 46.800 (Stand: 2021). Bis 2014 war die Einwohnerzahl mit 55.883 gegenüber der vorangegangenen Volkszählung (73.889 Einwohner 2002) um mehr als ein Fünftel gesunken, leicht über dem Landesdurchschnitt. Damit setzte sich der Trend, der in den 1990er-Jahren eingesetzt hatte, beschleunigt fort. Zuvor war die Bevölkerung seit mindestens den 1950er-Jahren kontinuierlich gestiegen.
Bevölkerungsentwicklung
Anmerkung: Volkszählungsdaten

Die Bevölkerung ist fast monoethnisch georgisch (etwa 99,5 %); daneben gibt es eine geringe Zahl von hauptsächlich Russen und Armeniern (Stand 2014).
Die größten Ortschaften neben der Kleinstadt Zqaltubo (11.281 Einwohner) sind mit jeweils über 2000 Einwohnern die Dörfer Geguti, Gumbra, Kwitiri, Maghlaki, Opschkwiti, Parzchanaqanewi und Zqaltubo (unweit nördlich der Stadt, aber eigenständig; 2014).
Die Munizipalität gliedert sich in den eigenständigen Hauptort Zqaltubo sowie 16 Gemeinden (georgisch temi, თემი beziehungsweise bei nur einer Ortschaft einfach „Dorf“, georgisch sopeli, სოფელი) mit insgesamt 49 Ortschaften, davon zwei ohne ständige Einwohner:
| Gemeinde        | Anzahl Ortschaften | Einwohner (2014) |
| --------------- | ------------------ | ---------------- |
| Dghnorissa      | 4                  | 524              |
| Geguti          | 1                  | 5049             |
| Gumbra          | 3                  | 5532             |
| Gwischtibi      | 4                  | 2819             |
| Kwitiri         | 2                  | 3357             |
| Maghlaki        | 2                  | 4464             |
| Mekwena         | 6                  | 334              |
| Muchiani        | 3                  | 2451             |
| Opschkwiti      | 1                  | 2067             |
| Opurtschcheti   | 5                  | 1953             |
| Parzchanaqanewi | 1                  | 5090             |
| Patriketi       | 2                  | 2888             |
| Rioni           | 7 1                | 2068             |
| Saqulia         | 1                  | 1869             |
| Zchunkuri       | 4 1                | 1569             |
| Zqaltubo        | 3                  | 3568             |

## Geschichte
Das Gebiet gehörte seit dem Zerfall des Königreiches Georgien im 15. Jahrhundert bis in das 19. Jahrhundert faktisch durchgehend zum Königreich Imeretien. Während der Zugehörigkeit Georgiens zum Russischen Reich und bis in die Anfangsjahre der Sowjetunion war es Teil des Ujesds Kutais  des Gouvernements Kutais (Kutais war die in dieser Zeit offizielle Form des Stadtnamens).
1930 wurde dort der Rajon Kutaissi gebildet. 1939 wurde die Stadt Kutaissi mit ihrem nahen Umland als von deren Stadtsowjet verwaltetes Gebiet ausgegliedert, während die Rajonverwaltung in das aufstrebende, seit den 1920er- und verstärkt seit den 1930er-Jahren zu einem sowjetischen Großkurort ausgebaute Zqaltubo verlegt und der Rajon dementsprechend umbenannt. Nach der Unabhängigkeit Georgiens wurde der Rajon 1995 der neu gebildeten Region Imeretien zugeordnet und 2006 in eine Munizipalität umgebildet.

## Verkehr
Durch den Südteil der Munizipalität verlaufen die wichtigsten Verkehrsachsen Georgiens: die dort zur Autobahn ausgebaute neue Trasse  der internationalen Fernstraße S1 (ს1) von Tiflis zur russischen beziehungsweise abchasischen Grenze (auf diesem Abschnitt zugleich Europastraße 60) sowie die Bahnstrecke Poti – Tiflis (– Baku).
Die alte Trasse der S1 dient jetzt als westlicher Zubringer ins Zentrum von Kutaissi, die in der anderen Richtung durch die im Süden des Gebietes liegenden Dörfer führende Nationalstraße Sch104 (შ104) als südlicher Zubringer. Durch das Gebiet der Munizipalität nach Norden verläuft die Nationalstraße Sch16 (შ16) von Kutaissi den Rioni aufwärts über die Munizipalitätssitze Ambrolauri und Oni in der historischen Region Ratscha, ebenso die Sch15 (შ15) von Kutaissi über Zqaltubo weiter über Zageri und Lentechi in den historischen Regionen Letschchumi und Swanetien. Verbindung ins westlich benachbarte Choni besteht von Zqaltubo über die Sch52 (შ52), weiter südlich von Kutaissi über die Sch12 (შ12); die Sch112 (შ112) kreuzt letztere in Nord-Süd-Richtung und verbindet Zqaltubo mit der alten S1.
Seit 1935 existiert die von der Hauptstrecke Poti–Tiflis abzweigende Bahnstrecke Brozeula–Zqaltubo über Kutaissi. Im äußersten Südwesten der Munizipalität liegt zum Teil auf deren Territorium der Flughafen (Kutaissi-)Kopitnari (teilweise, darunter das Flughafengebäude, in der Munizipalität Samtredia).